# Růžena Bajcsy
Ružena Kučera Bajcsy, v anglické transkripci Ruzena Bajcsy (* 28. května 1933 Bratislava) je americká vědkyně slovenského původu v oboru matematické informatiky specializující se na robotiku. V současnosti pracuje jako emeritní ředitelka ústavu CITRIS (Centrum pro výzkum informačních technologií v zájmu společnosti) na Kalifornské univerzitě v Berkeley. Je také vedoucím ředitelství Národní vědecké nadace v oblasti počítačů a informací a má pravomoc nad rozpočtem 500 milionů dolarů. V Pensylvánii dohlídala nejméně 26 doktorandů, kteří získali titul Ph.D.

## Životopis
Narodila se do židovské rodiny. Její matku zavraždila služebná, když ji byly 3 roky. Otec se znovu oženil a rodina konvertovala ke křesťanství. Na podzim, 21. listopadu 1944 byli její rodiče zatčeni a o měsíc později popraveni gestapem. Od zatčení a smrti se zachránila tím, že byla se sestrou schovaná v zadní místnosti, kde si jich gestapo nevšimlo. Týden zůstaly schované v bytě a pak vyhledaly pomoc u známých, kteří se zprvu obávali jim pomoc, ale na jejich naléhání nakonec zkontaktovali Mezinárodní červený kříž, jehož zaměstnanci pro obě sestry našli místo v dětském domově ve Zvolenu. Po válce vystudovala obor technické inženýrství na Slovenské technické univerzitě v Bratislavě a než ji komunisté umožnili pokračovat v doktorandském studiu, musela 5 let manuálně pracovat. První doktorát získala v roce 1967. V témže roce využila nabídky práce na Stanfordově univerzitě. Přestože se chtěla vrátit zpět na Slovensko, po invazi vojsk Varšavské smlouvy do Československa se již nevrátila.
Po rozhodnutí zůstat ve Spojených státech amerických získala v roce 1972 na Stanfordově univerzitě titul Ph.D. v informatice. Její práce byla "Počítačová identifikace texturovaných vizuálních scén", při niž byl jejím poradcem John McCarthy. V roce 2001 získala ve Slovinsku čestný doktorát na Lublanské univerzitě a v letech 2003–2005 byla členkou poradního výboru prezidenta pro informační technologie. V listopadu 2002 ji časopis Discover zařadil mezi 50 nejvýznamnějších žen ve vědě. V roce 2012 získala čestné doktoráty na Pensylvánské univerzitě a na Královském institutu technologií ve Švédsku. Později působila jako profesorka na katedře informatiky a inženýrství na universitě v Pensylvánii, kde byla zakládajícím ředitelem laboratoře obecné robotiky, aktivního smyslového vnímání a členem Neurosciences Institute in the School of Medicine. V roce 2013 získala cenu (IEEE Robotics and Automation Award) za její působení na poli robotiky a automatizace. V rámci své vědecké činnosti se podílela na mnoha vědeckých publikacích, nebo jejich částech, vydala mnoho vědeckých článků.
Má dceru a syna. Dcera Klára je profesorkou počítačových věd na univerzitě v Illinois.

## Ocenění
- ACM/AAAI Allen Newell Award (2001)
- ACM Distinguished Service Award (2003)
- Computing Research Association Distinguished Service Award (2003)
- Medaile Benjamina Franklina (2009)
- IEEE Robotics and Automation Award (2013)